# Анастасій III
Анастасій III (лат. Anastasius; ? — червень 913) — сто двадцятий папа Римський (квітень 911—червень 913), римлянин. Одні джерела вважають його позашлюбним сином папи Сергія III, інші — сином знатного римлянина Луціана. У той час Рим перебував під владою воєначальника графа Теофілакта І Тускулумського та його дружини Феодори І Старшої, які висунули кандидатуру Анастасія на папський престол.